# Korean Journal of Applied Entomology
Korean Journal of Applied Entomology (KJAE) – recenzowane czasopismo naukowe publikujące w dziedzinie entomologii.
Czasopismo to powstało w 1988 roku poprzez wydzielenie z wydawanego od 1962 roku Korean Journal of Plant Protection. Publikowane są w nim oryginalne prace badawcze, przeglądy, przyczynki, krótkie doniesienia i inne formy w języku angielskim lub koreańskim. Tematyka pisma obejmuje nie tylko entomologię stosowaną, ale również entomologię ogólną i systematyczną, akarologię, nematologię i pokrewne tematy związane z bezkręgowcami.
Pismo ukazuje się raz na kwartał: w marcu, czerwcu, wrześniu i grudniu.